# MAX Light Rail
Die Stadtbahn Portland, mit vollem Namen Metropolitan Area Express und regelmäßig abgekürzt MAX Light Rail, ist ein Stadtbahnsystem in Portland (Oregon) an der Westküste der Vereinigten Staaten. Als eines der ersten Stadtbahnsysteme nach der Renaissance der Straßenbahnen ermöglicht es einen schienengebundenen Pendlerverkehr in die Innenstadt von Portland, wohin alle fünf Linien führen. Errichtet und betrieben wird es vom Trimet, dem städtischen Nahverkehrsvertrieb, der auch die Buslinien betreibt, nicht jedoch die Straßenbahn Portland.

## Geschichte
Nach der Abschaffung der Straßenbahnen in den USA in der Mitte des 20. Jahrhunderts kam der öffentliche Personennahverkehr mit Bussen in vielen Städten an die Grenzen seiner Kapazität in den Innenstädten. Daher stellte sich auch in Portland die Frage, wie man den Pendlerverkehr organisiert. Verschärft wurde die Lage zu Anfang der 1970er Jahre, als es in vielen Städten gerade an der Westküste zu einer scharfen Kritik an den Planungen der autogerechten Stadt gab, bei der Stadtautobahnen geplant wurde, die gewachsene Quartiere zerreißen sollten („freeway revolt“). In Portland standen dabei sechs Trassen zur Diskussion. Zur Bürgermeisterwahl 1972 wurde dieses dann zu einem entscheidenden Wahlkampfthema – Neil Goldschmidt als Gegner des Autobahnbaus gewann damals gegen den Autobefürworter Frank Ivancie. Das Wahlergebnis wurde als gleichbedeutend mit einer Volksabstimmung gesehen, und der neue Bürgermeister ging daran, den Autobahnbau zu stoppen und die verfügbaren Bundesmittel umzuleiten.
Diese Umleitung in den Schienenverkehr wurde durch den Federal-Aid Highway Act of 1973 möglich, der auch aus der Rezeption der europäischen Stadtbahnkonzepte resultiert. Die Urban Mass Transit Administration (UMTA) hatte gerade 1972 den Begriff Light Rail geprägt und die Vorteile herausgestellt. So konnten Mittel vom Mount Hood Freeway und Teilen der Interstate 505 genutzt werden, um eine Stadtbahn zu planen. Die Strecke der ersten Linie wurde entlang des Banfield Freeway geplant, einem Teil der Interstate 84. Die Strecke des „Banfield light rail project“ wurde später ein Teil der „Blue Line“. Im September 1978 wurde der Bau beschlossen, die Inbetriebnahme erfolgte im März 1982 auf einem ersten Teilstück von 25 Kilometern mit 27 Stationen.

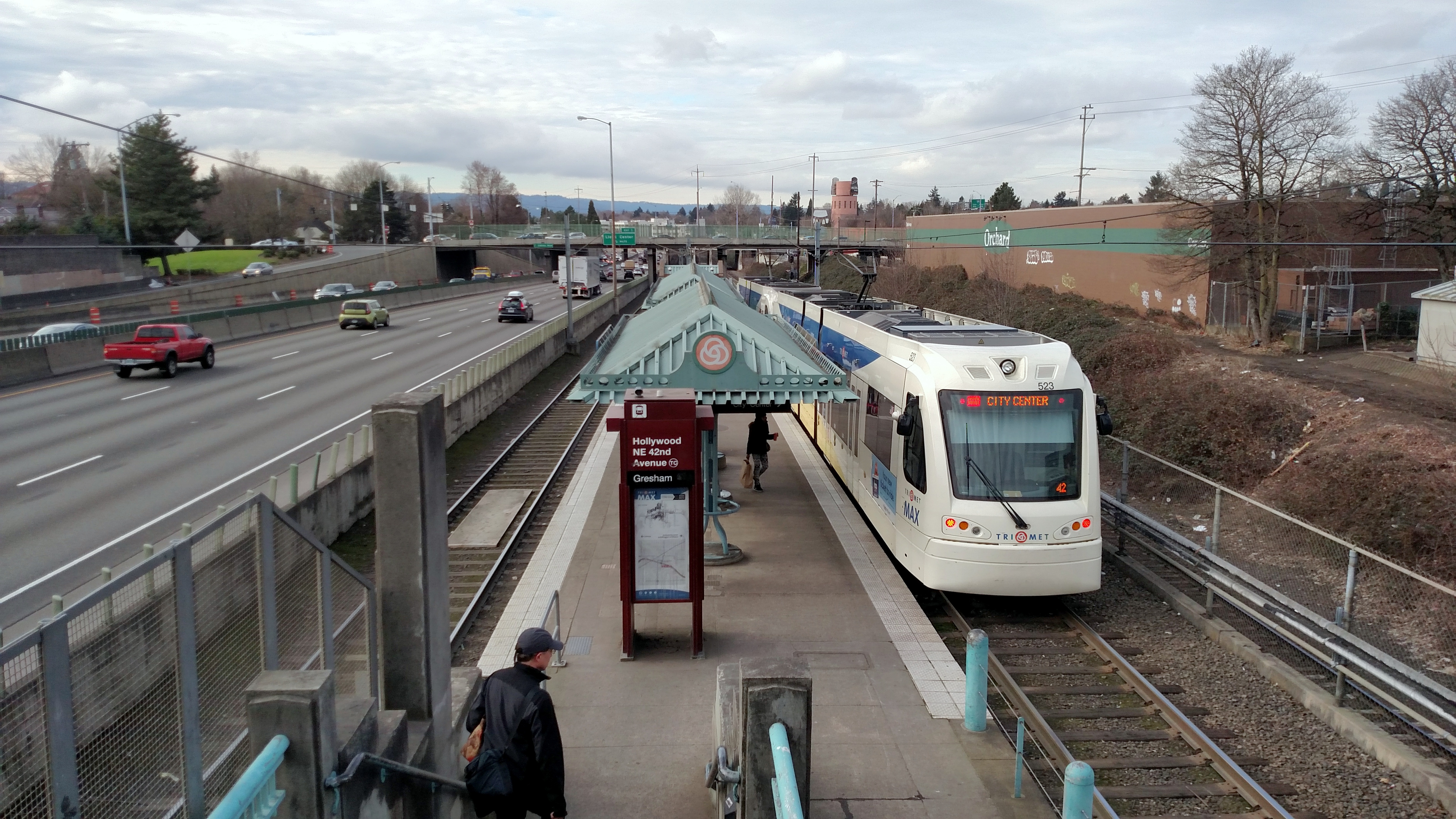
Ein Zug aus niederflurigem Typ 5 an einer Haltestelle neben der Autobahn „Banfield Freeway“ (Interstate 84)

Im September 1986 erfolgte die entscheidende Verlängerung in die Innenstädte von Portland und Gresham. Nach einer Mitarbeiterbefragung entschied man sich auch zwei Monate vorher, das zu erwartende Stadtbahnsystem Metropolitan Area Express zu taufen, was sich gut zu MAX abkürzen ließ (wörtlich: Stadtgebiets-Express). Die bisherige Strecke hieß dann Eastside MAX (Stadtbahn Ost), um es von der Diskussion um eine geplante Westside-MAX-Strecke (Stadtbahn West) zu unterscheiden. Ursprünglich wollte man dabei die Strecke im Westen zwischen Hillsboro und Beaverton enden lassen, aber starke Bemühungen des Stadtrates von Hillsboro unter Shirley Huffman sorgten dafür, dass die Strecke direkt bis in die Innenstadt von Hillsboro geplant wurde. Der Bau dieser 29 Kilometer langen Strecke begann im August 1993.
Im September 1997 wurde die Verlängerung in Betrieb genommen, zuerst noch unabhängig von der alten Strecke. Die Stadtbahn war damit auf 63 Kilometer Länge gewachsen. Im September 1998 begann der durchgehende Betrieb, es dauerte aber noch bis 2001, dass der Name Blue Line (Blaue Linie) dafür eingeführt wurde. Anfänglich hieß diese Stadtbahn-Strecke einfach Trimet MAX, was auch heute noch im Logo sichtbar ist.

### Nord-Süd-Strecke
Schon 1992 hatte man begonnen, auch eine Nord-Süd-Strecke zu planen. In einem im November 1994 durchgeführten Referendum wurde eine öffentliche Finanzierung bestätigt, die damals noch mit 475 Millionen US-Dollar angegeben wurde. Nach einem weiteren Referendum im Februar 1995 zog sich jedoch das Clark County zurück, sodass die geplante Strecke gekürzt werden musste. Im August 1995 wurde vom Repräsentantenhaus des Bundesstaates Oregon ein Finanzierungspaket von 750 Millionen Dollar für den Verkehrsausbau beschlossen, worin die auf 375 Millionen gekürzte Nord-Süd-Strecke enthalten war. Allerdings schafften es die Gegner per Volksentscheid im November 1996, diese Finanzierung zu kippen.
Damit fiel die Frage der Finanzierung wieder zurück an die Stadt Portland. Mittels einer Umfrage im Dezember 1996 wurde klar, dass die lokale Bevölkerung weiter hinter dem Projekt stand. Im Frühjahr 1996 präsentierten Metro und Tri-Met dann eine neue Streckenführung, die man nur aus Mitteln von Portland und Milwaukie finanzieren wollte. Durch Opposition in Milwaukie wurde jedoch der Stadtrat gezwungen, diesen Planungen im Dezember 1997 abzusagen. Tri-Met stellte daraufhin im August 1998 den Antrag, die 475 Millionen Dollar bestätigten zu lassen, ohne eine genaue Streckenführung anzugeben. Dem wurde jedoch im November 1998 per Entscheid nicht entsprochen. Damit wurden weitere Planungen zur Nord-Süd-Strecke bis auf weiteres eingestellt.
Parallel dazu hatte die Bechtel Corporation ein Angebot für eine Public-Private-Partnership vorgeschlagen. Im Gegenzug für die Errichtung eines Geschäftsviertels um die Station am Bahnhof am Flughafen würde die Gesellschaft die Errichtung einer Strecke vom Flughafen bis in die Stadt finanzieren. Der Bau des „Airport MAX project“s begann 1999 und ein neun Kilometer langes Stück wurde im September 2001 als Red Line (rote Linie) in Betrieb genommen. 2003 erfolgte auch der Anschluss an das Beaverton Transit Center, dem Busbahnhof der Stadt, an dem man auch in die Blue Line (blaue Linie) umsteigen kann.
Als der Bau der roten Linie 1999 begonnen wurde, gab es Bestrebungen, den nördlichen Teil der Nord-Süd-Strecke zu errichten und an das Netz anschließen zu lassen. Der Bau des „Interstate MAX project“s wurde 2000 befürworte. Nach Sicherung von Bundesmitteln wurde der Bau 2002 begonnen. Die Yellow Line (gelbe Linie) konnte im Mai 2004 in Betrieb genommen werden. Im Gegensatz zur heutigen gelben Linie nutzte die Linie damals noch die gleiche Strecke in der Innenstadt wie die blaue und die rote Linie. Erst mit der Errichtung des Korridors der „Portland Transit Mall“ verläuft die Strecke seit September 2009 in Nord-Süd-Richtung durch die Innenstadt.

### Transit-Mall-Strecke
2001 wurden zwei Studien vorgestellt, die Strecken entlang der Interstate 205 und eine weitere über die Hawthorne Bridge vorsahen. Beide Pläne wurden im März/April 2003 bestätigt. Die „Transit Mall“ ist ein verkehrsberuhigter Bereich in der Innenstadt von Portland, durch den ab Januar 2007 Schienen verlegt wurden. Mit der Eröffnung im September 2009 wurde eine Green Line (grüne Linie) eingerichtet, die den Ast zusammen mit der verlegten gelben Linie bedient.
Mit der Bewilligung für den Bau der nord-südlich führenden „Transit-Mall“-Strecke begann man auch wieder mit Planungen für eine Verlängerung nach Süden in Anlehnung an die alten Pläne einer Nord-Süd-Strecke für Portland. Es dauerte bis 2008, um sich auf eine Streckenführung zu einigen, die an einigen Stellen verlegt und gekürzt worden war. Wichtigstes Element ist dabei die Errichtung einer neuen Brücke, die man provisorisch „Portland–Milwaukie Light Rail Bridge“ nannte, und bei der Eröffnung dann Tilikum Crossing taufte. Die Brücke kann von Omnibussen, Stadtbahnen, Fußgängern und Fahrradfahrern genutzt werden, nicht jedoch vom allgemeinen Straßenverkehr. Der Plan wurde im April 2011 bestätigt und im Juni 2011 begann der Bau.
Im Mai 2015 begannen die ersten öffentlichen Fahrten und im September 2015 wurde der Regelbetrieb einer neuen Orange Line (orangen Linie) aufgenommen. Zu bemerken ist, dass die orange Linie am Endpunkt der gelben und grüne Linie anschließt, es jedoch keine durchführenden Linien gibt, wie sie der ursprünglichen Absicht der Nord-Süd-Strecke entsprochen hätten. Die orange Linie verbindet am Südende der Transit-Mall-Strecke.

## Fahrzeuge
Für das erste Teilstück, Banfield light rail project oder Eastside MAX, wurden 26 Fahrzeuge beschafft, die von einem Joint Venture von La Brugeoise et Nivelles und Bombardier produziert wurden. Das Design leitet sich von den Bombardier-Zügen in Brüssel und Rio de Janeiro ab. Diese hochflurigen Fahrzeuge erforderten es, dass für den Zugang von Rollstuhlfahrern entlang der Eastside-MAX-Strecke Hublifte an den Stationen installiert wurden.
Im Zuge der Errichtung der Westside-MAX-Strecke wurde die Barrierefreiheit neu untersucht. Nach der Verabschiedung des Americans with Disabilities Act 1990 wurde eine Studie erstellt, die als Ergebnis hatte, dass die nun verfügbaren niederflurigen Fahrzeuge besser und kostengünstiger sind. Entsprechend wurden 1994 dann 35 Fahrzeuge des Typs SD660 von Siemens bestellt, die man dann kurz als Typ 2 bezeichnete, zur Unterscheidung vom Typ 1 von Bombardier. Mit der Errichtung der Airport-MAX-Strecke wurden weitere 27 Fahrzeuge nachbestellt, die man dann als Typ 3 bezeichnet. Sie sind seit 2003 im Einsatz und unterscheiden sich nur durch wenige technischen Neuerungen vom Typ 2. Die Typen 1, 2 und 3 sind untereinander kuppelbar – mit der allgemein üblichen Doppeltraktion ging man dazu über, die hochflurigen Fahrzeuge nur noch in Kombination mit niederflurigen Fahrzeugen verkehren zu lassen, sodass die Hublifte entlang der Eastside-MAX-Strecke zurückgebaut wurden.
Mit der Errichtung der Transit-Mall-Strecke und der Portland-Milwaukie-Strecke ergab sich neuer Bedarf, für den man dann zu Siemens-S70- bzw. -S700-Fahrzeugen wechselte. Der Typ 4 (S70) wurden 2009 bestellt und der Typ 5 (S700) dann 2012. Diese Wagen sind nur untereinander kuppelbar. Im Gegensatz zu den vorherigen Typen sind sie durchgehend niederflurig. Sie sind auch leichter, bieten mehr Sitzplätzen, und gelten daher als kostengünstiger und effizienter im Betrieb als die alten Modelle.
Grundsätzlich wären die Fahrzeuge auch geeignet, mehr als Doppeltraktion zu fahren, allerdings wurde die historische Innenstadt von Portland entlang der Transit-Mall-Strecke mit einem Flurplan errichtet, der sehr kurze Blocklängen von 200 Fuß (61 Meter) vorsah. Schon die ersten Typen mit 27 Metern (89 Fuß) und die späteren Typen mit 29 Metern (95 Fuß) erlauben hier also keinen längeren Einsatz. Umgekehrt ist die Fahrt als Einzelwagen außer Gebrauch gekommen – sie war am Anfang, als die Strecke auf die Eastside-MAX-Strecke beschränkt war, noch üblich, und wurde bis Juni 2011 noch auf den Nachtlinien der Stadtbahn angetroffen. Die Typen 4 und 5 wurden schließlich mit nur einem Führerstand geliefert, sodass sie nur in Doppeltraktion verkehren können (unechte Zweirichtungswagen).
Im Juli 2019 gab Siemens Mobility die Bestellung von 26 Fahrzeugen des Siemens-Typs S700 bzw. des TriMet-Typs 6 als Ersatz für die Fahrzeuge des Typs 1 bekannt. Diese sind wieder vollständig ausgerüstete Zweirichtungswagen. Von insgesamt 60 optionalen Fahrzeugen wurden 2021 vier Stück bestellt. Das erste Fahrzeug wurde im Dezember 2022 ausgeliefert. Der erste Einsatz im Linienverkehr erfolgte im Januar 2025. Als Grund für die sehr lange Inbetriebnahmephase wurden keine Probleme mit den Fahrzeugen angegeben. Stattdessen habe beim Typ 6 weniger Zeitdruck bestanden, weil die Wagen im Gegensatz zu den früheren Serien nicht zur Inbetriebnahme neuer Strecken benötigt wurden, sondern lediglich zum Ersatz älterer Fahrzeuge.
| Bild                                                                     | TriMet Typ | Fahrzeugnummern | Hersteller | Modell | Einsatz seit | Anzahl Sitzplätze/ Gesamtkapazität | Anzahl |
| ------------------------------------------------------------------------ | ---------- | --------------- | ---------- | ------ | ------------ | ---------------------------------- | ------ |
| MAX train on Yamhill St with Pioneer Place (1991) – Portland, Oregon     | Type 1     | 101–126         | Bombardier | -      | 1986         | 76/166                             | 26     |
| MAX train of two Type 2 cars on the Steel Bridge                         | Type 2     | 201–252         | Siemens    | SD660  | 1997         | 64/166                             | 52     |
| MAX train crossing Steel Bridge in 2009 – street view of SD660 LRVs      | Type 3     | 301–327         | Siemens    | SD660  | 2003         | 64/166                             | 27     |
| MAX Light Rail Car (Multnomah County, Oregon scenic images) (mulDA0008a) | Type 4     | 401–422         | Siemens    | S70    | 2009         | 68/172                             | 22     |
| Type 5 LRVs laying over on the Blue Line in Hillsboro, May 2015          | Type 5     | 521–538         | Siemens    | S700   | 2015         | 72/186                             | 18     |
|                                                                          | Type 6     | 601–630         | Siemens    | S700   | 2025         |                                    | 30     |